# Partido Progressista (Estados Unidos, 1948–1955)
O Partido Progressista foi um partido político de esquerda nos Estados Unidos que serviu como veículo para a campanha de Henry A. Wallace, ex-vice-presidente, para se tornar presidente dos Estados Unidos em 1948. O partido buscava a desagregação racial, o estabelecimento de um sistema nacional de seguro saúde, a expansão do sistema de bem-estar social e a nacionalização da indústria energética. O partido também buscou a conciliação com a União Soviética durante os estágios iniciais da Guerra Fria.
Wallace serviu como vice-presidente sob Franklin D. Roosevelt, mas foi retirado da chapa democrata em 1944. Após o fim da Segunda Guerra Mundial, Wallace emergiu como um crítico proeminente das políticas da Guerra Fria do presidente Harry S. Truman. Os apoiadores de Wallace realizaram a Convenção Nacional Progressista de 1948, que indicou uma chapa composta por Wallace e o senador democrata Glen H. Taylor, de Idaho. Apesar dos desafios de Wallace, do candidato republicano Thomas E. Dewey e de Strom Thurmond, dos segregacionistas Dixiecrats, Truman venceu a eleição para um mandato completo na eleição de 1948. Wallace obteve 2,4% dos votos, o que foi muito menor do que a parcela recebida por Theodore Roosevelt e Robert M. La Follette, os candidatos presidenciais das chapas do Partido Progressista de 1912 e 1924, respectivamente. Nenhum desses partidos tinha relação direta com o partido de Wallace, embora esses partidos tenham mantido grupos ideológicos e influenciado muitos membros do Partido Progressista de 1948.
Em 1950, com a eclosão da Guerra da Coreia, Wallace retratou suas opiniões sobre política externa e se afastou de seus antigos apoiadores. O partido nomeou o advogado Vincent Hallinan para concorrer à presidência em 1952, e Hallinan obteve 0,2% do voto popular nacional. O partido começou a se dissolver em 1955, à medida que os oponentes do anticomunismo se tornavam cada vez mais impopulares, e foi totalmente dissolvido, com exceção de alguns Partidos Progressistas estaduais afiliados no final da década de 1960.
O Partido Progressista de Henry Wallace foi, e continua sendo, controverso devido à questão da influência comunista. O partido serviu como um porto seguro para comunistas e liberais anti-guerra durante o Segundo Pânico Vermelho. Apoiadores proeminentes do Partido Progressista incluíam o deputado americano Vito Marcantonio, o escritor Norman Mailer e, brevemente, a atriz Ava Gardner.

## Ideologia
O slogan do "Novo Partido", e o nome que muitos usaram para se referir ao partido que se formou em torno de Henry Wallace, era apropriadamente "Luta pela Paz". Um dos principais objetivos de Henry Wallace sempre foi o fim das relações hostis entre a União Soviética e os Estados Unidos e a aceitação da influência soviética na Europa. Wallace havia adotado tais visões pela primeira vez em 1944, mas logo elas assumiram um tom mais dramático, à medida que um senso de urgência e ansiedade pela paz se instalava com o início da corrida armamentista e da Guerra Fria:
Embora o "Novo Partido" seja mais lembrado por suas relações antiguerra e pró-soviéticas, ele buscava incluir uma gama muito ampla de questões e interesses. Wallace e muitos outros membros do partido buscavam criar algo mais do que um partido com uma única questão, apesar da objeção de outros líderes do partido, que sentiam que isso seria sua ruína.
A plataforma do partido e a gama de questões que cobria demonstram a diversidade das pessoas que formaram o "Novo Partido" em 1948, que incluía muitos socialistas e comunistas. Entre as políticas que o Partido Progressista esperava implementar estavam o fim de todas as leis de Jim Crow e da segregação no Sul, a promoção dos direitos das mulheres, a continuação de muitas políticas do New Deal, incluindo o seguro saúde nacional e o seguro-desemprego, a expansão do sistema de bem-estar social e a nacionalização da indústria energética, entre outras.

## Apoiadores proeminentes
A candidatura de Henry Wallace à presidência atraiu o apoio de muitas pessoas importantes no meio acadêmico e nas artes. Entre aqueles que apoiaram Wallace publicamente estavam Larry Adler, George Antheil, Marc Blitzstein, Kermit Bloomgarden, Morris Carnovsky, Lee J. Cobb, Aaron Copland, Howard da Silva, W. E. B. DuBois, Albert Einstein, Howard Fast, Ava Gardner, Uta Hagen, Dashiell Hammett, Lillian Hellman, Judy Holliday, Libby Holman, John Huston, Burl Ives, Sam Jaffe, Garson Kanin, Howard E. Koch, John Howard Lawson, Canada Lee, Norman Mailer, Albert Maltz, Thomas Mann, Lewis Milestone, Arthur Miller, Clifford Odets, Linus Pauling, S. J. Perelman, Anne Revere, Budd Schulberg, Adrian Scott, Artie Shaw, Philip Van Doren Stern, I. F. Stone, Louis Untermeyer, Mark Van Doren, Frank Lloyd Wright, Charlie Chaplin, Oona O'Neill, Gregory Peck, Lena Horne, Edward G. Robinson, José Ferrer, Gene Kelly, Zero Mostel, Pete Seeger, Paul Robeson, Katharine Hepburn.

## Campanhas presidenciais
| Ano  | candidato presidencial | Estado de origem | Posições anteriores | Candidato a vice-presidente | Estado de origem                           | Posições anteriores                    | Votos            | Notas |
| ---- | ---------------------- | ---------------- | --- | --------------------------- | ------------------------------------------ | -------------------------------------- | ---------------- | ----- |
| 1948 | Henrique A. Wallace    | Iowa             | Secretário da Agricultura dos Estados Unidos (1933–1940) Vice-presidente dos Estados Unidos (1941–1945) Secretário do Comércio dos Estados Unidos (1945–1946) | Glen H. Taylor              | Idaho                                      | Senador por Idaho (1945–1951)          | 1.157.328 (2,4%) |       |
| 1952 | Vicente Hallinan       | California       | Advogado | Charlotte Bass              | Predefinição:Country data New York (state) | Editora de jornal, educadora, ativista | 140.746 (0,2%)   |       |

## Trabalhos citados
- Schmidt, Karl (1960). Henry A. Wallace: Quixotic Crusade 1948. [S.l.]: Syracuse University Press. ISBN 978-0-8156-0020-6

## Leituras adicionais e fontes
- Busch, Andrew E. "Último suspiro: Henry A. Wallace e o fim da frente popular" Resenhas em História Americana 42#4 (2014), pp. 712–17. on-line
- Devine, Thomas W. O eclipse do progressismo: Henry A. Wallace e a eleição presidencial de 1948 (The University of North Carolina Press, 2000). Veja a resenha online.
- Lovin, Hugh T. "Esquerdistas do New Deal, Henry Wallace e 'Exército de Gideon' e o Partido Progressista em Montana, 1937-1952" Great Plains Quarterly 43#4 (2012), pp. 273–86. on-line